# コネチカット大学
コネチカット大学（University of Connecticut、略称：UConn）は、アメリカ合衆国のコネチカット州ストーズに位置する州立総合大学である。メインキャンパスの他、ハートフォード、スタンフォードを含む6箇所にキャンパスを置く。パブリック・アイビー（合衆国の名門公立学校群に対する呼び名）の一つに数えられる。

## 歴史
1881年にストーズ農業学校として設立され、1939年に現在のコネチカット大学となる。現在は、ランドグラント、シーグラント、スペースグラントの全ての指定を受ける全米でも数少ない大学である。研究に力を入れている大学の国際的大学ネットワーク、Universitas 21の一員。近年では、1995年から始まったUConn 2000、2000年代前半の21st Century UConn、そして2013年に始まったNext Generation Connecticutと、10億ドル規模のコネチカット州による大規模な投資が複数回なされて、全米トップ州立大学の一つとしての地位を確立した。

## 構成
コネチカット州唯一の研究型総合州立大学として、理学、工学、医学、歯学、薬学、看護学、法学、教育学、ビジネススクールを含む14の教育研究組織で構成されている。

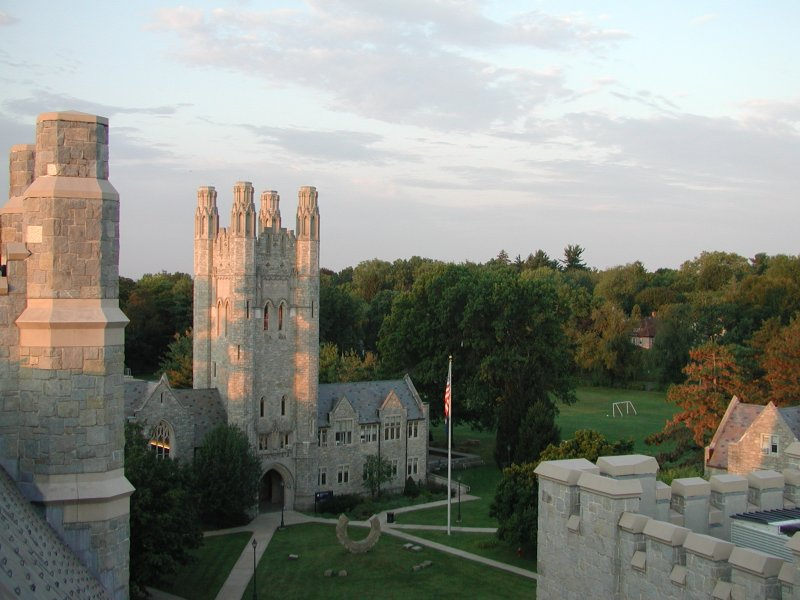
コネチカット大学ロースクール

- College of Agriculture, Health and Natural Resources
- School of Business
- School of Dental Medicine
- School of Engineering
- School of Fine Arts
- The Graduate School
- School of Law
- College of Liberal Arts and Sciences
- School of Medicine
- Neag School of Education
- School of Nursing
- School of Pharmacy
- Ratcliffe Hicks School of Agriculture
- School of Social Work

## 研究
カーネギー高等教育委員会（Carnegie Commission on Higher Education）が発表しているカーネギー高等教育機関分類では、最高の研究レベル「R1」研究大学に分類されている（2016年現在、全米でR1大学は115校ある） 。

## ランキング
US NEWSランキングでは、州立大学で18位、全体で56位。

## スポーツ
スポーツでは通称『ハスキーズ』と呼ばれており、現在はビッグ・イースト・カンファレンスに所属している（ただし、フットボールチームはFBSの独立校として活動している）。特にバスケットボールが強く、男子はNCAA男子バスケットボールトーナメントを計6回優勝しており、女子はNCAA女子バスケットボールトーナメントを全米最多の計11回優勝している。